# Vaunaveys-la-Rochette
Vaunaveys-la-Rochette ist eine französische Gemeinde mit 611 Einwohnern (Stand: 1. Januar 2022) im Département Drôme in der Region Auvergne-Rhône-Alpes; sie gehört zum Arrondissement Die und zum Kanton Crest. Die Besucher werden Vaunaveysiens und Vaunaveysiennes genannt.

## Geografie
Vaunaveys-la-Rochette liegt etwa 21 Kilometer südsüdöstlich von Valence. Umgeben wird Vaunaveys-la-Rochette von den Nachbargemeinden Ourches im Norden, Gigors-et-Lozeron im Nordosten, Cobonne im Osten und Südosten, Crest im Süden, Eurre im Westen und Südwesten sowie Upie im Westen und Nordwesten.

## Bevölkerungsentwicklung
| Jahr                       | 1911 | 1962 | 1968 | 1975 | 1982 | 1990 | 1999 | 2006 | 2018 |
| -------------------------- | ---- | ---- | ---- | ---- | ---- | ---- | ---- | ---- | ---- |
| Einwohner                  | 440  | 283  | 274  | 350  | 401  | 448  | 548  | 576  | 584  |
| Quellen: Cassini und INSEE |      |      |      |      |      |      |      |      |      |

## Sehenswürdigkeiten
- Kirchen in Vaunaveys und Les Massonnes
- Alte Ortsbefestigung

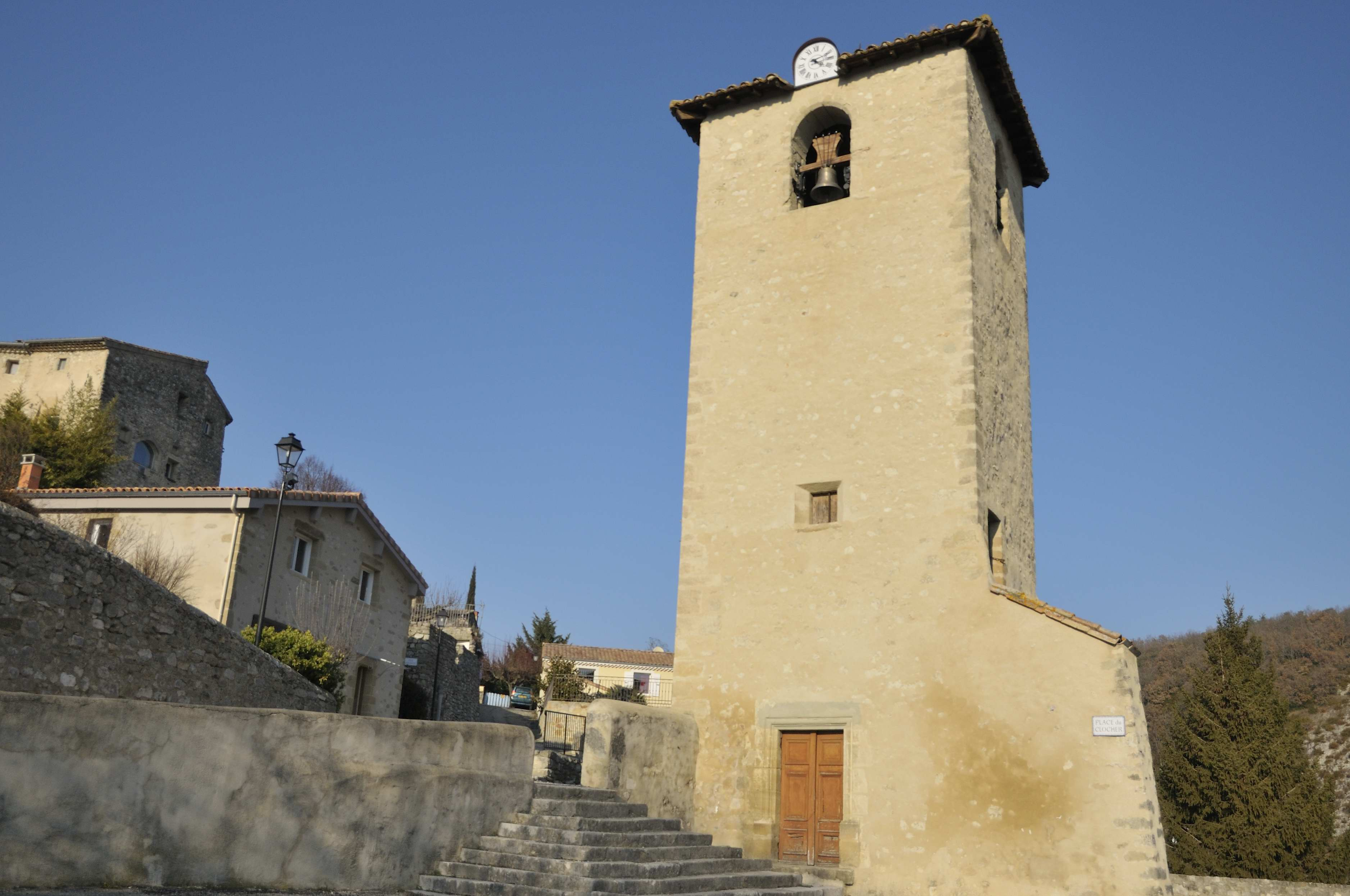
Glockenturm der Kirche Sainte-Marie-Madeleine im Ortsteil Vaunaveys
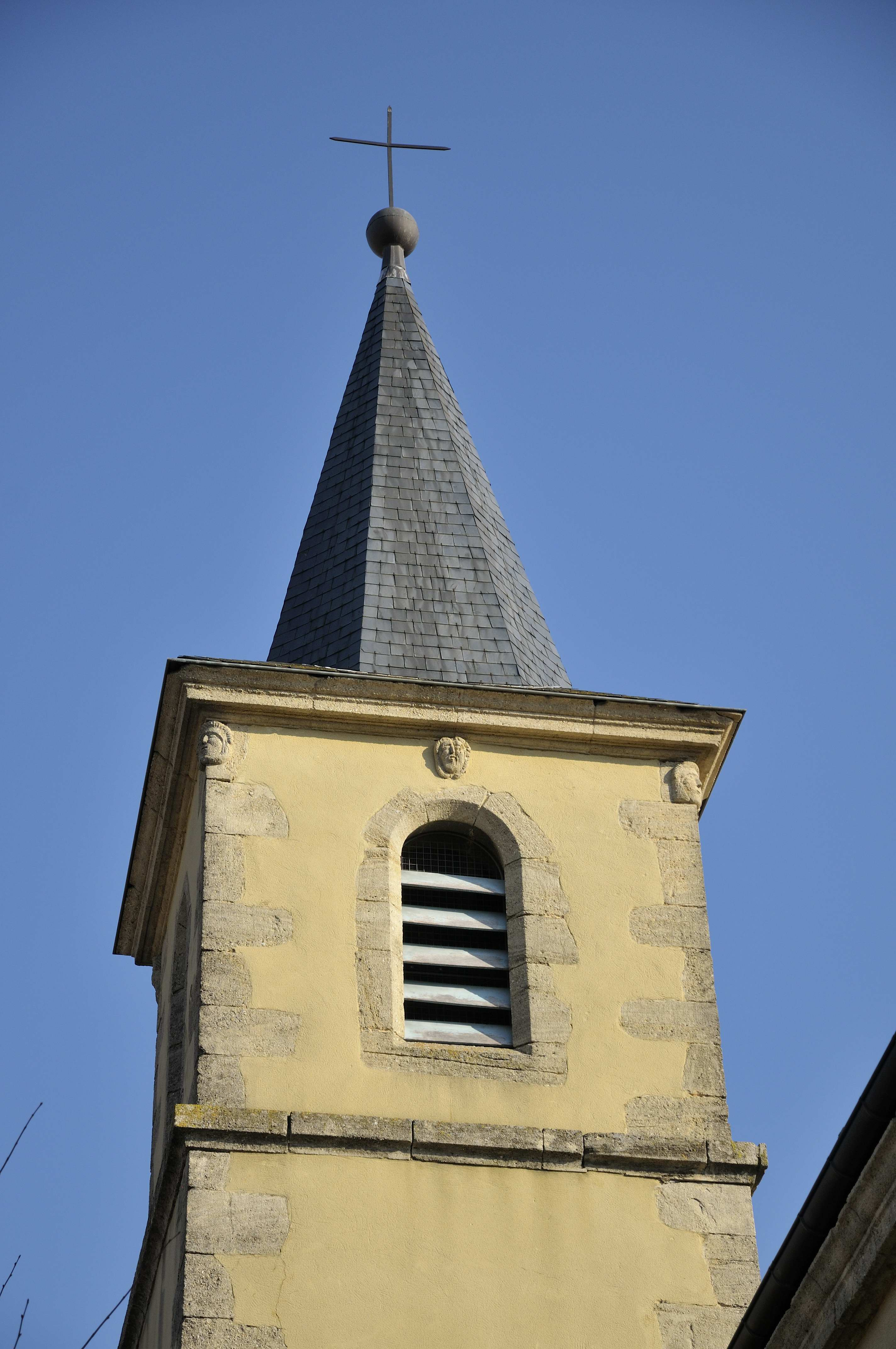
Glockenturm der Kirche Sainte-Anne im Ortsteil Les Massonnes
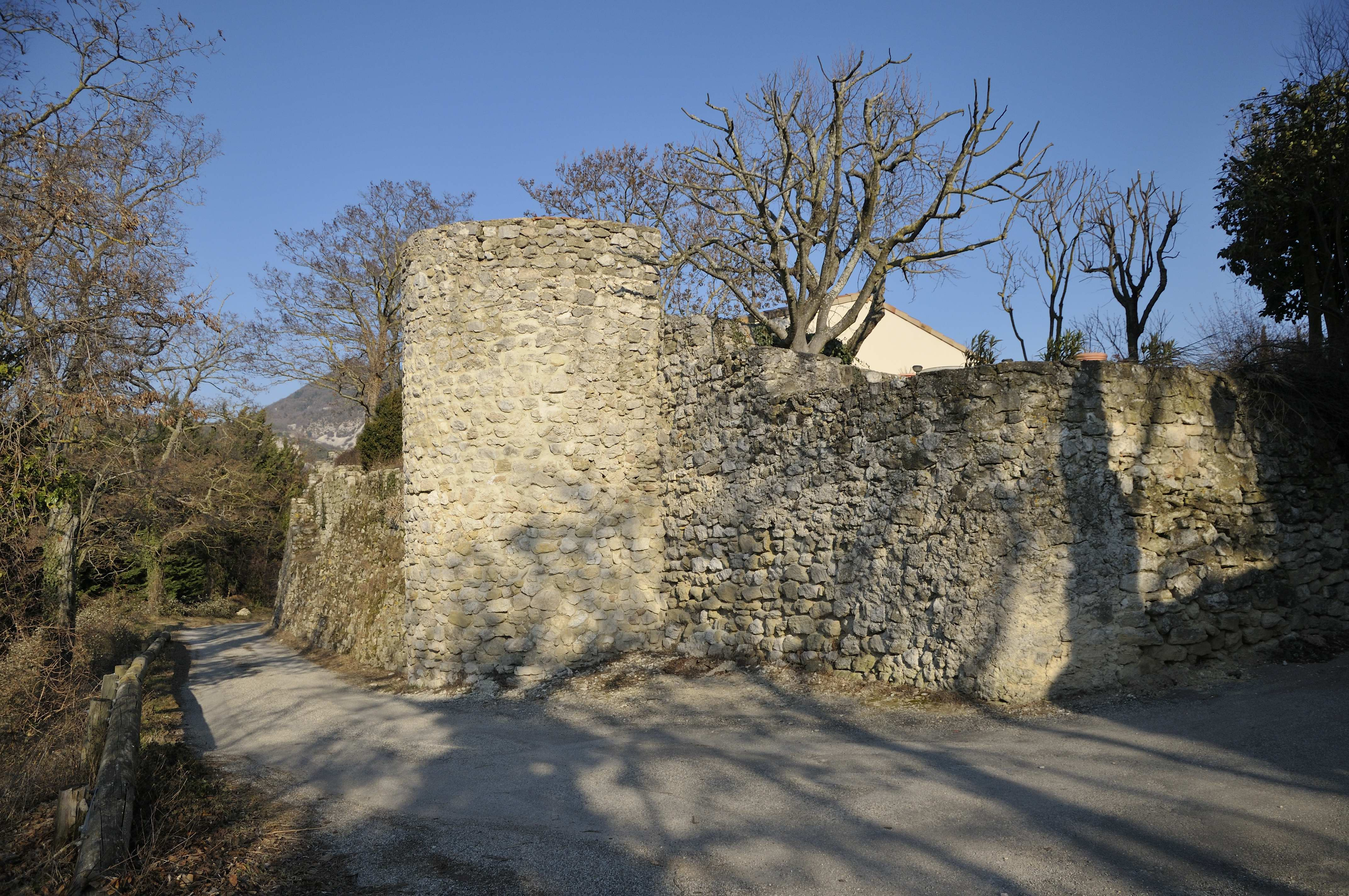
Alte Ortsbefestigung
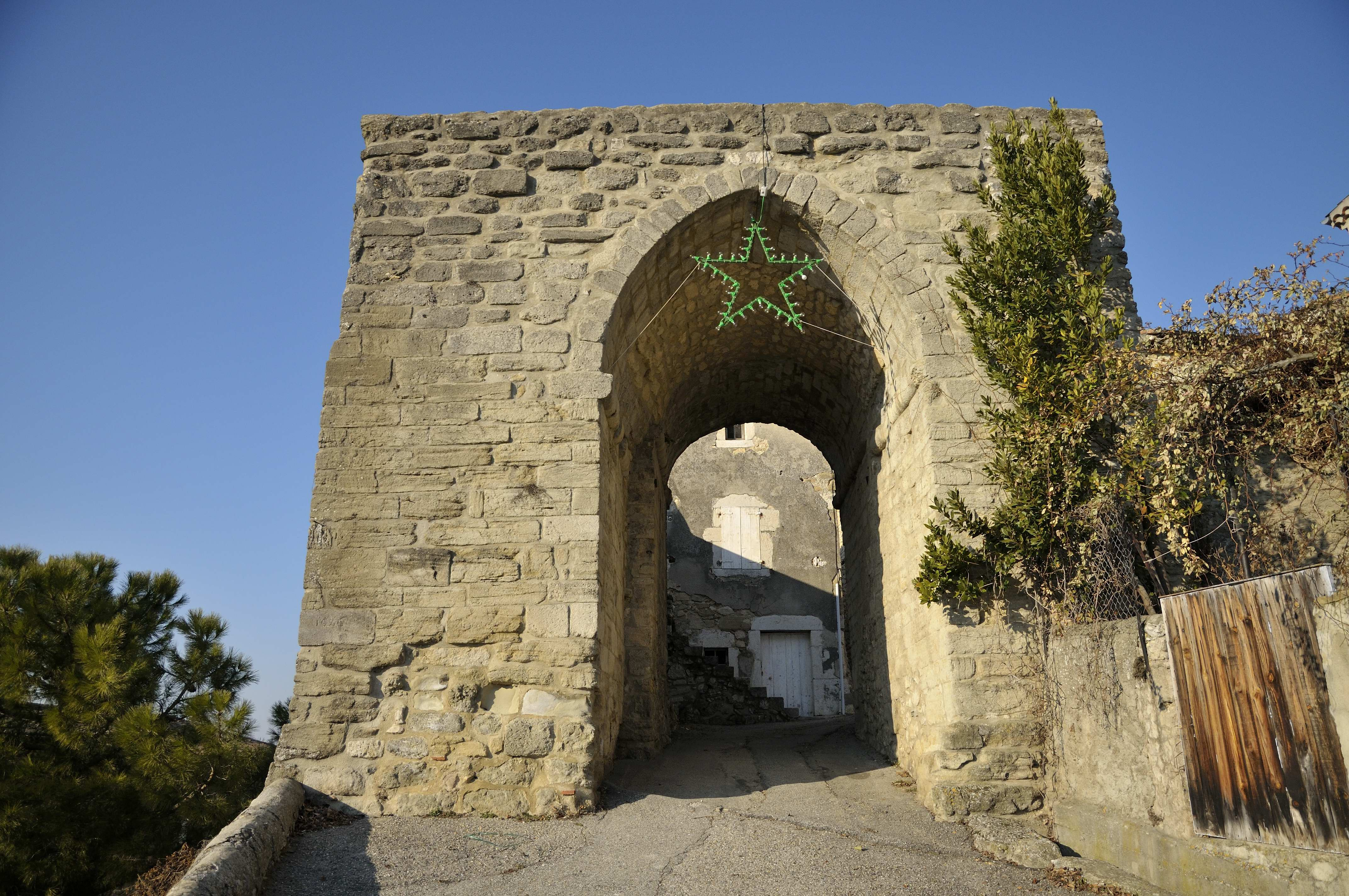
Altes Stadttor